# Богуцин-Малий
Богуцин-Малий (пол. Bogucin Mały) — село в Польщі, у гміні Олькуш Олькуського повіту Малопольського воєводства. Населення — 441 особа (2011).
У 1975-1998 роках село належало до Катовицького воєводства.

## Демографія
Демографічна структура станом на 31 березня 2011 року:
|          | Загалом | Допрацездатний вік | Працездатний вік | Постпрацездатний вік |
| -------- | ------- | ------------------ | ---------------- | -------------------- |
| Чоловіки | 222     | 45                 | 158              | 19                   |
| Жінки    | 219     | 33                 | 138              | 48                   |
| Разом    | 441     | 78                 | 296              | 67                   |